# Weichenwang

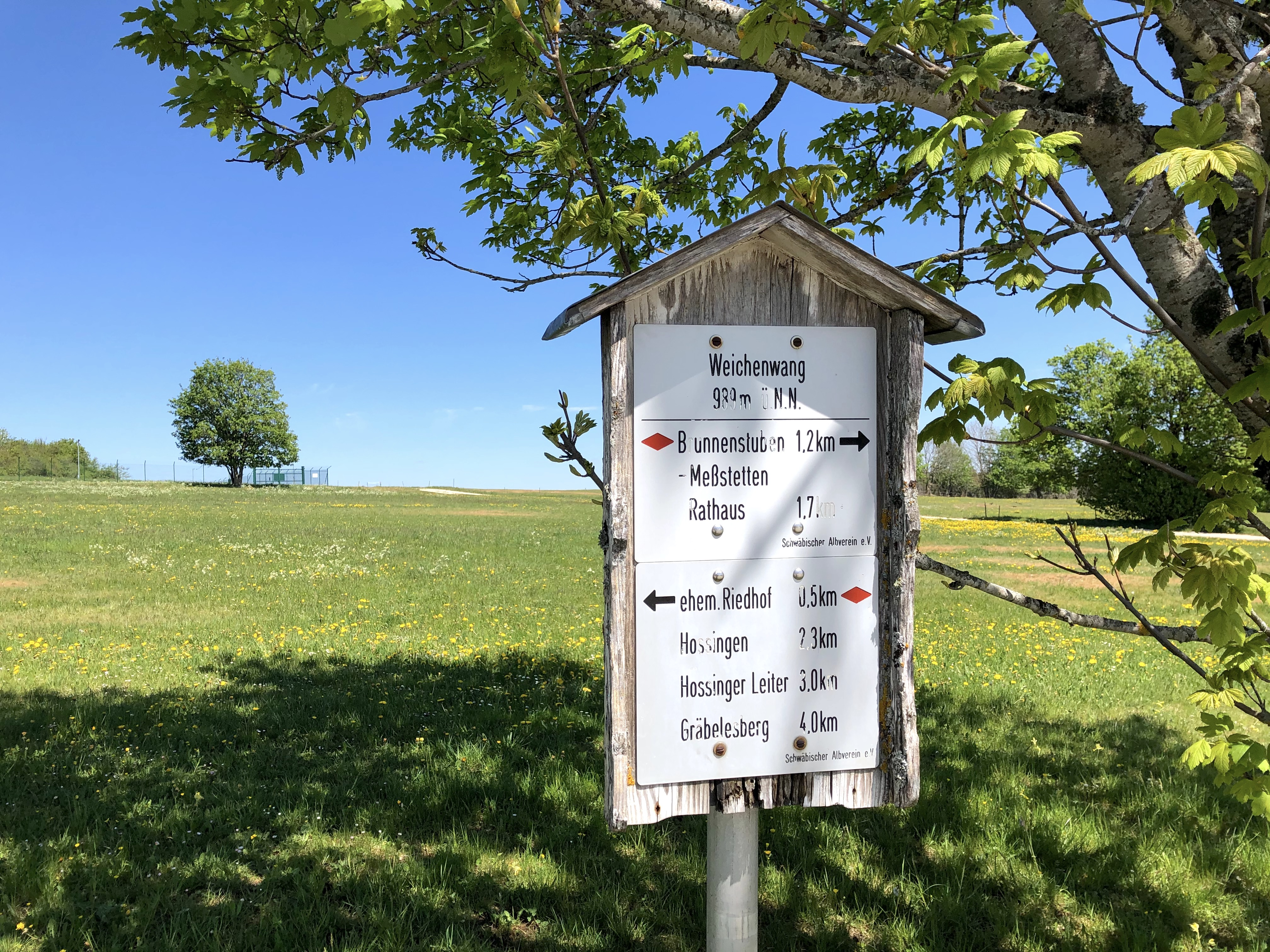
Schild Weichenwang

Der Weichenwang ist ein 988 m ü. NHN hoher Berg auf der Schwäbischen Alb auf der Gemarkung von Meßstetten im südlichen Zollernalbkreis. Auf dem Berg steht seit 1963 eine Radarkuppel der Bundeswehr.

## Geographie

### Lage
Der Weichenwang liegt am nordöstlichen Rand von Meßstetten etwa 300 Meter von der dortigen Wohnbebauung entfernt. 1,4 km westlich vom Weichenwang liegt der Meßstetter Stadtteil Hossingen. Der Weichenwang ist die höchste Erhebung Meßstettens. Durch die militärischen Bauwerke insbesondere der Radarkuppel ist der Weichenwang aus der Entfernung sehr gut zu erkennen.

### Geologie
Wie die gesamte Hochfläche des Großen Heubergs besteht der Weichenwang aus Weißem Jura. Dieses kalkhaltige Gestein ist jedoch von einer Humusschicht und Vegetation bedeckt und kommt in unmittelbarer Umgebung des Weichenwangs, welcher eher wie ein Hügel wirkt, nicht zum Vorschein.

### Vegetation
Die Vegetation des Weichenwangs ist durch die jahrzehntelange militärische Nutzung größtenteils durch den Menschen angelegt. Neben kleineren Baumgruppen ist der Weichenwang vor allem von Wiesen umgeben.

## Geschichte
Im Bereich des Weichenwangs befinden sich keltische Grabhügel, welche aus dem 9. Jahrhundert v. Chr. stammen. Rund um Meßstetten gibt es weitere diese Grabhügel.
Der Weichenwang war bereits während des Zweiten Weltkriegs im Besitz der Wehrmacht. Seither ist der Weichenwang zu großen Teilen ein militärischer Sicherheitsbereich und damit nicht öffentlich zugänglich. Auf dem Weichenwang befand sich ein Standort eines Funkmesstrupps des Luftnachrichtendiensts. Funkmessgeräte der Klassen Würzburg und Freya waren im Einsatz. Aus geografischen Gesichtspunkten war die Lage als höchstgelegene Region auf der Schwäbischen Alb besonders günstig für den Bau einer Radarstellung. Dies erkannte auch die Bundeswehr und baute bis 1963 eine Radarstellung.
Ab den 1980er-Jahren ersetzte das Hughes Air Defence Radar (HADR) auf dem Weichenwang das seit 1962 betriebene Großraumradar AN/FPS-7E. Im Zuge dessen wurden die ursprünglich drei Radoms bis 1995 auf ein Radom reduziert.
Bis zur Auflösung des Einsatzführungsbereich 1 war die Stellung auf dem Weichenwang diesem bzw. dessen Vorgängerverbände, welche in der Zollernalb-Kaserne in Meßstetten stationiert waren, zugeordnet. Seit 1. Januar 2014 gehört die Radarstellung als Abgesetzter Technischer Zug 249 (AbgTZg 249) zum Einsatzführungsbereich 2 in Erndtebrück. Das Rufzeichen des Radars lautet Sweet Apple Romeo (SAR). Mit der Auflösung des Einsatzführungsbereich 1 wurden einige wenige neue Dienstposten auf dem Weichenwang geschaffen und ein neues Technik- und Dienstgebäude errichtet. Seit dem Abzug der Bundeswehrfeuerwehr vom Bunker Martin gewährleisten die Feuerwehren Meßstetten und Hossingen den Brandschutz.
Ab 2025 werden Ersatzbauwerke für das bisherige Radom errichtet. In diesen wird ein neues Radar verbaut, welches das bisherige HADR ersetzen soll. Nicht zu verwechseln ist die Radarstellung auf dem Weichenwang mit den Weltraumteleskopen des Weltraumkommandos der Bundeswehr, die südöstlich von Meßstetten auf dem Truppenübungsplatz Heuberg entstehen.

## Sagen

### „Stadt Wangen“
Sagenhafte Erinnerungen weiß man von abgegangenen Orten.
Eine Stadt Wangen sei zwischen Hossingen und Meßstetten verschwunden.
Eine nicht lokalisierte keltische Stadt Pyrene wird in antiken Quellen beschrieben. Der Lokalisierung von Pyrene ist mit der besonderen Ehre der Forscher verknüpft, den ältesten schriftlich erwähnten Ort an der oberen Donau zu bestimmen.

#### Hemmadhäddler
Eine alte Sage berichtet von zu gewissen Zeiten sichtbaren Hemmadhäddlern. Ein mutiger Tieringer Fuhrmann fuhr auf einer Leerfahrt mit Männern aus Hausen am Tann über den Weichenwang weiter zum Baienberg. Aus Geratewohl rief er einst bei Mitternacht laut nach den Hemmadhäddlern. Alle Passagiere überlebten den nächtlichen Spuk. Die Geschirre der scheuenden Pferde mussten aber abgeschnitten und der im tiefen Lehm stecken gebliebene Wagen zurückgelassen werden.

#### Ansatz Urkunden zu Wangen
Der 1477 genannt Ort Neu-Wangenhausen (Nüwenghausen) konnte bisher keinem anderen Ort im Oberamt zugeordnet werden.

#### Ansatz Flurnamen zu Wangen
Die Flurnamen der Bergkuppe Weng im Truppenübungsplatz und Wangen bei der Radarstellung Weichenwang sind vielversprechend.

#### Zufallsfunde im Suchgebiet
Beim Bau einer Kandel (Wassergraben) fand der Meßstetter Pfarrer Oetinger einen Bronzekessel und Scherben unweit vom Weichenwang. Unter höhnischem Gelächter der Bauarbeiter sicherte er die Funde und gab sie zur Auswertung in fachkundige Hände. Das Gebiet wurde um 1850 öfters von Raubgrabungen heimgesucht. 1938 wurden im Randbereich eines alten Steinbruchs einige Keramikscherben und Eisenschlacken gefunden. Eine vermutete Siedlung könnte am Südhang des Weichenwangs gelegen haben.

#### Aktivitäten der Staatssammlung vaterländischer Alterthümer im Suchgebiet
Pfarrer Alfred Ludwig Oetinger (von 1856 bis 1868 Pfarrer in Meßstetten und Hossingen) ließ zunächst auf eigene Rechnung, später auf Rechnung der Staatssammlung vaterländischer Alterthümer umfangreiche Grabungen durchführen. Der Zufallsfund wurde durch systematische Nachgrabungen ergänzt. Die umfangreichen Funde von Grabbeigaben deuten auf eine keltische Besiedlung im Bereich Wangen beim Weichenwang und der Burg Gräbelesberg hin. Der einzigartige Fund keltischer Wagengräber mit erhaltenen Holzteilen und schnallenartigen Schmuckplatten wurde dokumentiert. Im Jahre 1869 war eine exakte zeitliche Zuordnung der Funde technisch noch nicht möglich. Ohne Angabe von Gründen wurde in der damaligen Zeit zu den Gräbern eine sehr umfangreiche, dafür aber recht kurze Besiedlung angenommen. Heutiger Forschungsstand: In der Gräbergruppe Gewann Wangen ist von einer lokalen Bestattungskultur über mehrere Jahrhunderte auszugehen. 2019 berichtet Christoph Morrissey im Heimatbuch: Unbekannt ist bisher noch die zu den Gräbern bei Hossingen (Gewann Wangen) gehörende Siedlung.
Heute werden die bedeutendsten Grabfunde der Hallstattzeit in Wangen wie folgt beschrieben: Über mehrere Generationen hinweg scheinen hier sozial hochstehende Menschen bestattet worden sein. Die Gräber der einfachen Bevölkerung darf man in einfachen Grabgruben vermuten.

### „Des Schimmelreiters heimliche Liebschaften“
Eine alte Sage berichtet von dem Schimmelreiter, der sich mit seiner Geliebten heimlich beim Weichenwang trifft. Manchmal in stürmischen Herbstnächten soll nämlich auf dem alten Schloss Burtel bei Hossingen, von dem noch wenige Reste vorhanden sind, ein Schimmelreiter sichtbar werden, der gegen den Weichenwang (Heiligenwang) herüber reite. Bei den Liebespaar handelt es sich um eine standesgemäße Beziehung zwischen einem edlen Ritter und der Tochter des Burgherrn. Ihre Wohnorte sollen die Burgen Hossingen und Tierberg sein. Emil Schweizer bindet 1898 die bekannte Version dieser Sage in seinen Artikel aus den Balinger Bergen ein. Einen vager Hinweis findet sich in einer alten Urkunde. Der edle Knecht Kunz erwirbt am 14. Juli 1327 von den Herren von Bubenhofen eine Burg bei Meßstetten. War der Hossinger Burgherr in Schwierigkeiten und musste an die reichen Herren von Bubenhofen verpfänden? War der Schimmelreiter Kunz von Neuentierberg und hat für seine Geliebte die elterliche Burg in Hossingen erworben? Im Jahr 1442 verweigerte der Leutpriester vom Meßstetten mehreren Männer die Sakramente wegen Unzucht im Wiederholungsfall mit der Magd Gera Trulgestin.